# Casarão Marieta Teixeira de Carvalho
O Casarão Marieta Teixeira de Carvalho é um monumento histórico de São Paulo, no Brasil, localizado no número 111 da Rua Florêncio de Abreu, na cidade de São Paulo. 
Construído em 1878, o casarão representa a arquitetura das residências urbanas da classe alta paulistana na segunda metade do século XIX. É parte importante da história da cidade, já que trouxe inovações para o ramo da construção ao utilizar tijolo em sua estrutura. Hoje é a última casa em taipa francesa da cidade.
O local originalmente pertencia ao Senador Carlos Teixeira de Carvalho, mas, posteriormente à sua morte, foi herdado por sua filha, que dá hoje nome ao local. Ao longo dos anos, preocupada com a preservação do patrimônio de sua família, Marieta Teixeira de Carvalho vendeu parte do quintal e mais tarde, toda a construção ao Mosteiro de São Bento. Lá viveu até sua morte, que ocorreu em 1975. Já em 1981, o casarão foi tombado pelo Condephaat. 
A obra de restauro, projetada por Affonso Risi Júnior, tinha término previsto para 2007, a fim de tornar o local um centro cultural ligado ao Mosteiro. Porém, não foi finalizado até hoje por falta de verba e atualmente funciona como almoxarifado do Mosteiro de São Bento.

## História

### Contexto Histórico
A construção da residência se deu em São Paulo em um período que o Brasil passava por mudanças. Nos meados do século XIX, marcavam o cenário brasileiro a prosperidade econômica, o café, a estabilidade política, o desenvolvimento cultural mais sólido. Dez anos depois da construção da residência – que apesar de carregar o ano de 1884 em sua fachada foi construída em 1878 – houve a abolição da escravatura. Isso explica a existência de uma antiga senzala, lugar onde ficavam os escravos, nos porões da residência. Os trilhos do portão foram marcados por rodas de carroça que também permanecem até hoje.

### Enquanto residência

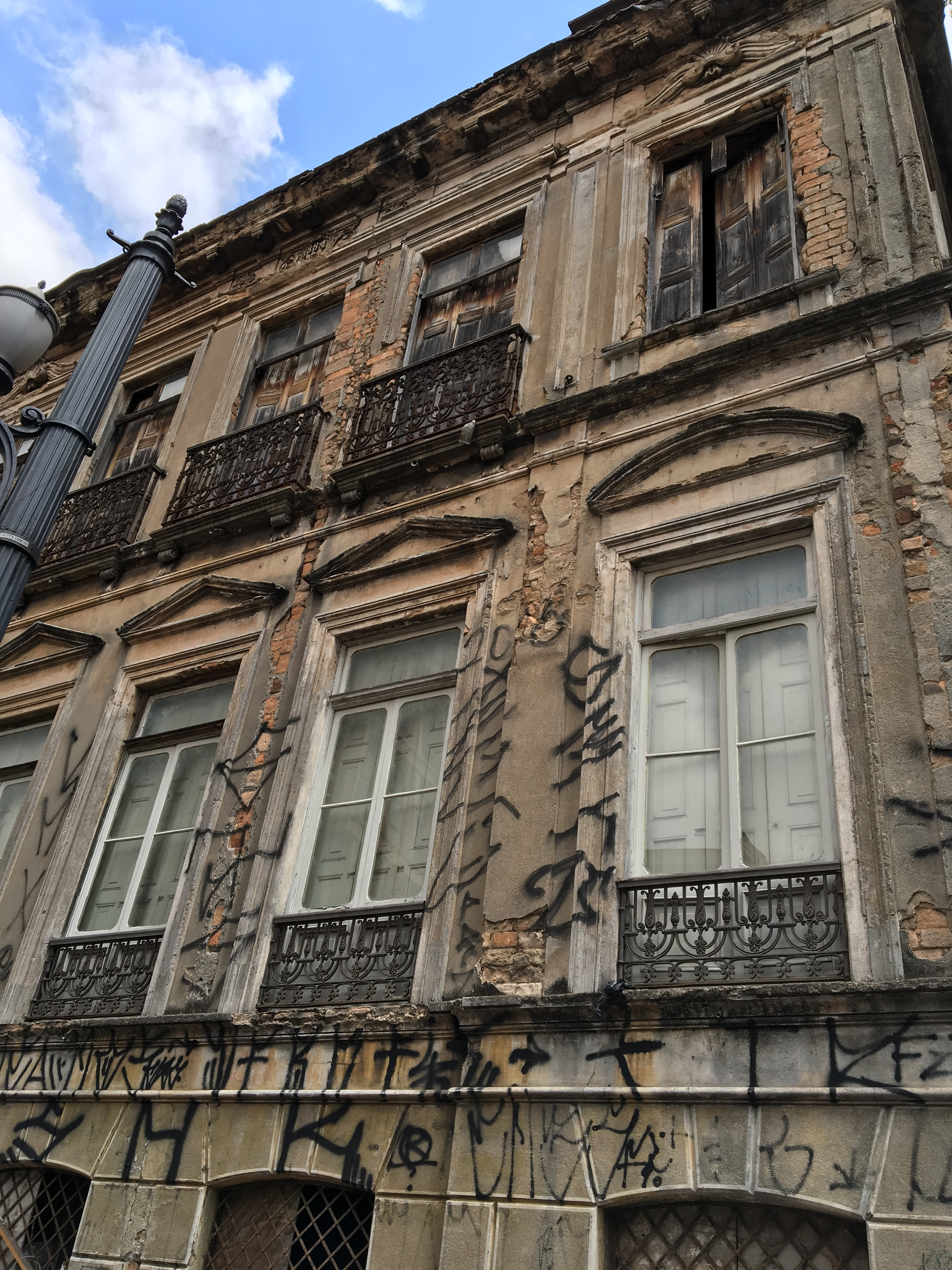
Detalhes da fachada do imóvel

O Casarão Marieta Teixeira de Carvalho foi construído em 1878 com a finalidade de ser residência do senador Carlos Teixeira de Carvalho, comerciante próspero pertencente à elite da sociedade de São Paulo na segunda metade do século XIX. Ele foi Senador do Congresso Legislativo por duas legislaturas, pelo Partido Republicano Paulista, tendo cumprido seu mandato em 1891 e de 1892 a 1894. Com sua morte, a herdeira do palacete foi sua filha, Marieta Teixeira de Carvalho. Sem filhos, ao longo dos anos passou a se preocupar com a preservação do patrimônio de sua família, o que levou a vender parte do quintal da residência ao Mosteiro de São Bento, que se localiza próximo ao palacete. Mais tarde, no ano de 1968, vendeu à ordem religiosa o restante do edifício. O contrato de permuta permitiu que Marieta residisse no local até o ano de sua morte, 1975, aos 92 anos. A casa, à esta época, estava exatamente como o senador deixou – segundo Carlos Lemos, historiador que escreveu um parecer anexado ao processo de tombamento do imóvel, até mesmo a garrafa de conhaque pela metade usada pelo seu pai estava intacta.

### Pós morte de Marieta
O imóvel e o acervo permaneceram intactos até o ano de 1977, quando os herdeiros – 31 pessoas e entidades – de Marieta leiloaram aproximadamente 300 peças, entre mobiliário do Primeiro Império e objetos do século XVIII. O processo de tombamento do local gerou brigas entre os proprietários – do Mosteiro de São Bento – e os herdeiros. O Condephaat defendia que o mobiliário da residência tinha valor cultural e deveria ser tombado juntamente à construção. Seus herdeiros alegaram que a inclusão dos móveis não tinha valor legal no processo, já que nem todos os beneficiários haviam sido notificados da questão. O Estado conseguiu suspender uma vez o leilão de bens, mas os herdeiros recorreram e ganharam o processo.
Em 1981, o Casarão foi incluído no livro de tombo do Condephaat contra às vontades do Mosteiro de São Bento, que queria a desclassificação do palacete como importante histórica e artisticamente para que pudesse construir uma entrada de carga e descarga para automóveis de mercadorias em geral do mosteiro. Porém, o prazo para recorrer à medida era de 15 dias e o mosteiro ultrapassou a data limite, o que teve por consequência a continuação do processo, que foi efetivado posteriormente.

## Arquitetura

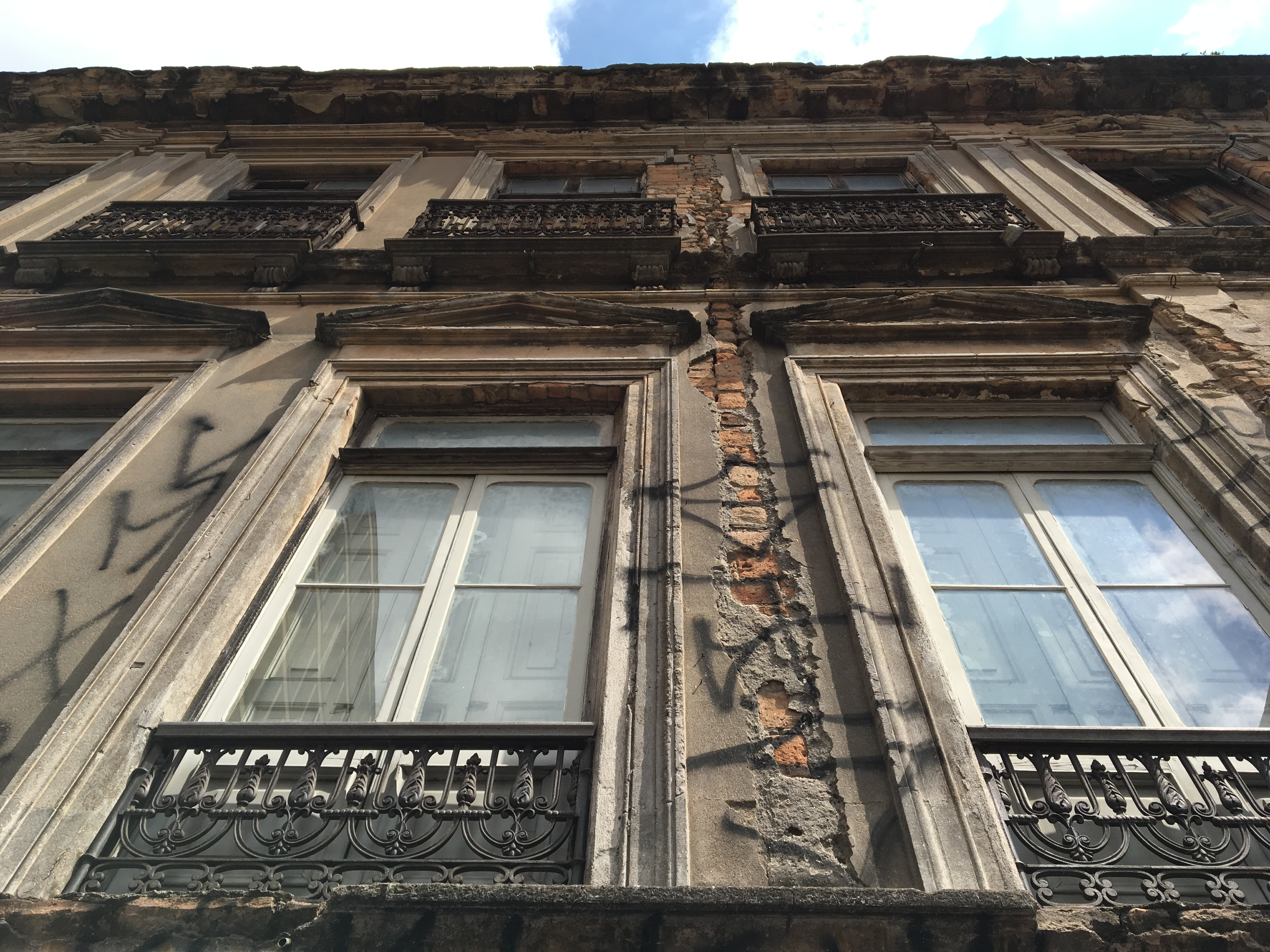
Fachada do casarão vista de baixo

O casarão é um ícone arquitetônico para a cidade de São Paulo por ter sido um dos primeiros a utilizar alvenaria de tijolos em sua construção. O palacete, que não tem acesso pela frente e sim por um recuo lateral onde se localizava antigamente um jardim, foi construído por um mestre-de-obras italiano.
A arquitetura do local é marcada por linhas firmes e rebuscadas de uma grande casa que possui dois pavimentos e o porão, onde ficava a senzala. O início da restauração resultou em pinturas de medalhões em estilo colonial achadas embaixo de cinco camadas de tinta, o que revelou um pouco do estilo em que foi construída a residência. É, atualmente, a última casa em taipa francesa existente na cidade de São Paulo, o que atrai estudantes de arquitetura para observação da construção.

## Significado Histórico e Cultural

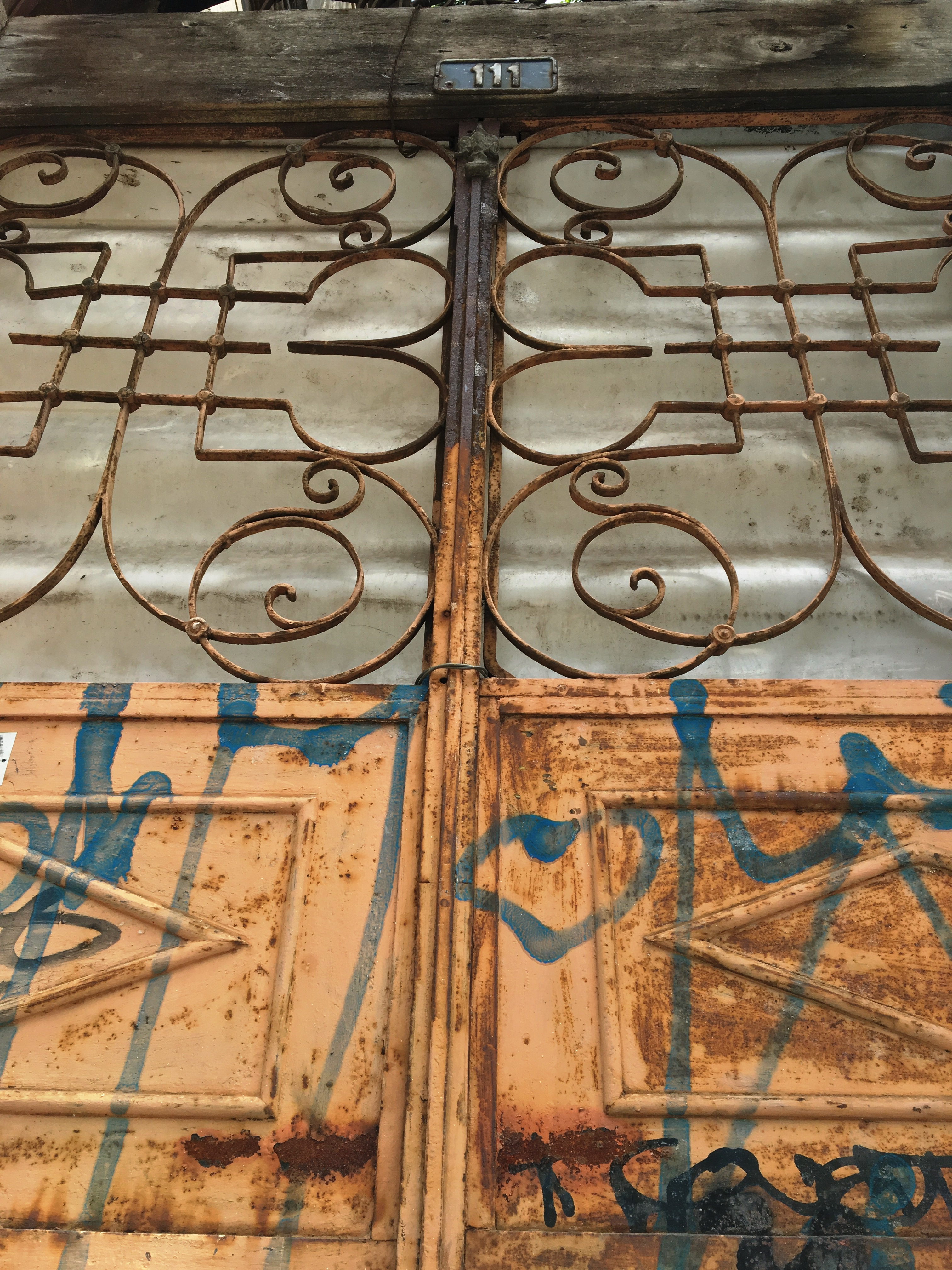
Detalhes da antiga porta de entrada do Casarão Marieta Teixeira de Carvalho

As características arquitetônicas, o passado histórico da edificação, o fato de ser a última construção do século XIX que existe na região tornam o casarão de grande significado histórico e cultural. Assim, com a morte de Dona Marieta Teixeira de Carvalho, o processo de tombamento do imóvel como patrimônio histórico foi inevitável.

### O processo de tombamento e restauro
Em 11 de novembro de 1980, foi publicado no Diário Oficial: “Fica tombado por seu vastor artístico e histórico, como documento excepcional de um tipo de habitação paulistana do final do século XIX, representando partido arquitetônico associado às transformações acarretadas pela economia do café, o prédio da rua Florêncio de Abreu, 111, nesta capital, de propriedade do Mosteiro de São Bento”. O tombamento pelo Condephaat tem número de processo 00535/75 e resolução 43 de 03/11/1980.
O casarão ficou fechado durante anos devido aos poucos recursos para restauração e aos projetos que não eram levados adiante. Em 2005, o processo finalmente teve início com a Lei Rouanet de incentivo à cultura e patrocínio da Petrobrás. Affonso Risi Júnior, arquiteto, fez o projeto que iria transformar o palacete em um grande centro cultural – de exposições, recitais, concertos – ligado ao Mosteiro de São Bento e que deveria ficar pronto em 2007. Nilva Calixto, artista plástica, iniciou seu trabalho junto a arquiteta Olívia Hiss, encarregada da execução da obra que buscou fotografias para ajudar na reconstituição da decoração do imóvel tombado.
Houve problemas com a verba – a Petrobrás ofereceu uma quantidade limitada que não foi suficiente para o restauro completo – e a execução do restauro em alguns locais do casarão ficou incompleta, como o segundo piso inteiro.

## Estado Atual

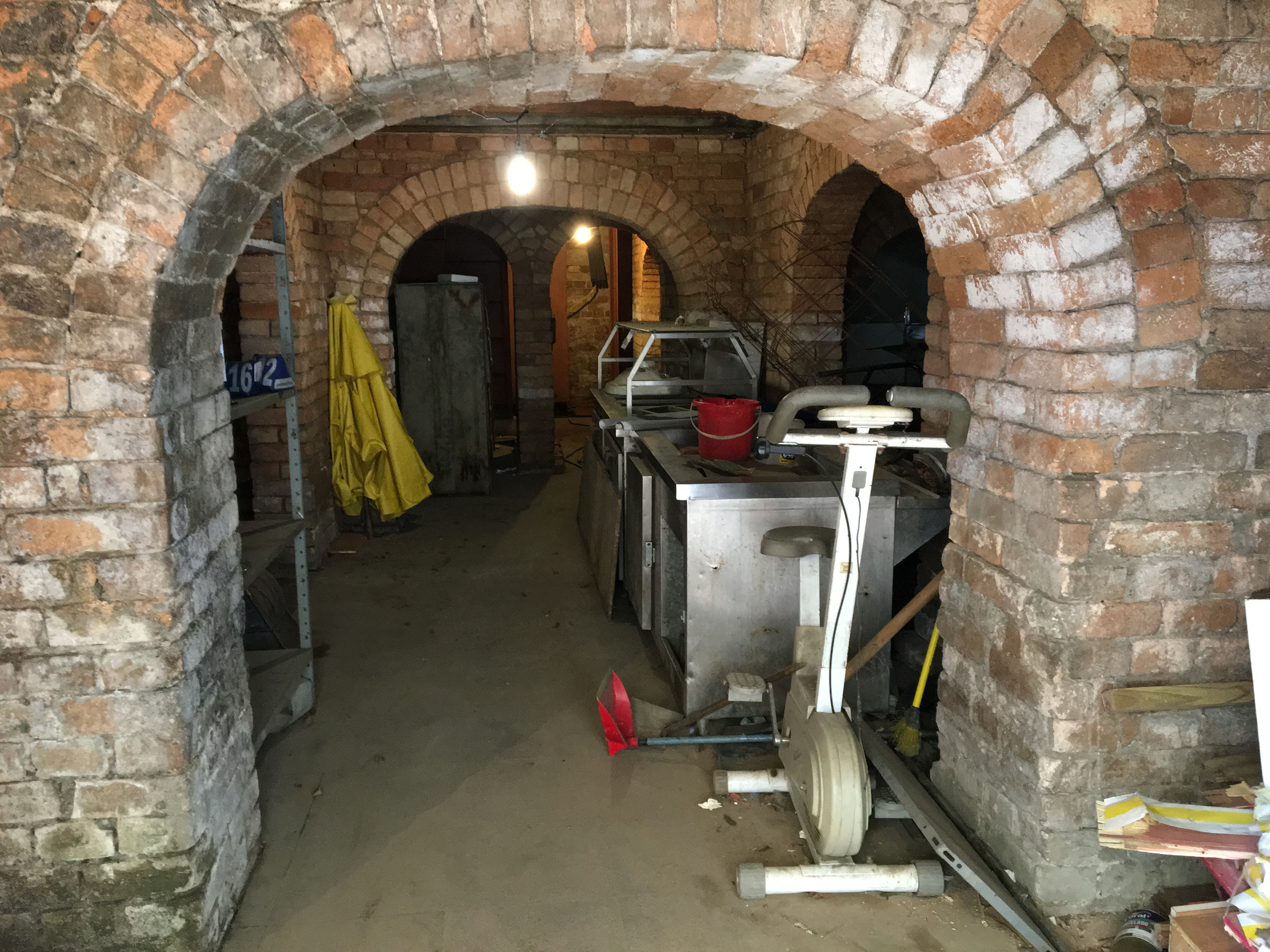
Antiga senzala hoje é porão usado para depósito

O Casarão, antigamente símbolo do luxo do que apenas as elites podiam ter acesso, hoje se encontra em estado de deterioração. A iniciativa de restauração falha teve como consequência a degradação do edifício, de modo com que as pessoas que passam em frente ao local não tenham dimensão da importância que já teve, das pessoas que ali residiram e de todo o processo de tombamento, leilão e restauração pelo qual passou.[carece de fontes?]
A fachada se encontra inteira pichada, a lateral esquerda tem boias e piscinas infláveis penduradas, pertencentes à loja vizinha. As ferragens das grandes janelas, porões e portas permanecem as mesmas, porém se encontram em mau estado. A lateral do casarão, que abrigava a antiga entrada para o local, hoje é um estacionamento, o que permite a visualização dos porões, antigas senzalas. É possível ver o início da restauração, que contou com o aumento da altura dos porões que antigamente eram de 1,5 metros e impediam a passagem da maioria das pessoas adultas em pé. Aceso, pode-se notar a presença de vários objetos desconexos, como uma bicicleta ergométrica, móveis, guarda-sóis etc e muita sujeira, teias de aranha, ratos que passam a todo o momento. O abandono é claro. Não é permitida a entrada de visitantes no casarão, que hoje se tornou almoxarifado do Mosteiro de São Bento. [carece de fontes?]

## Galeria

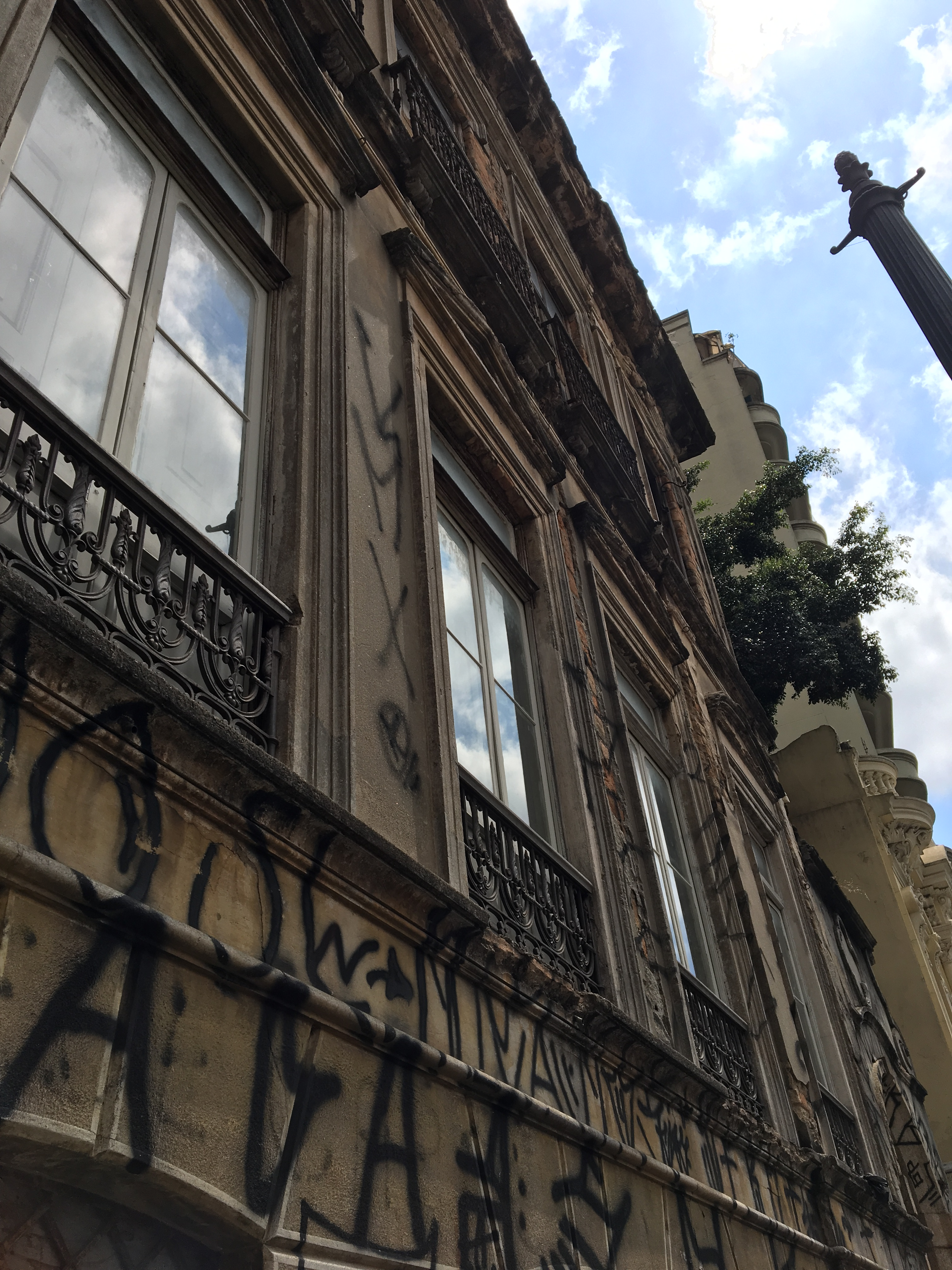
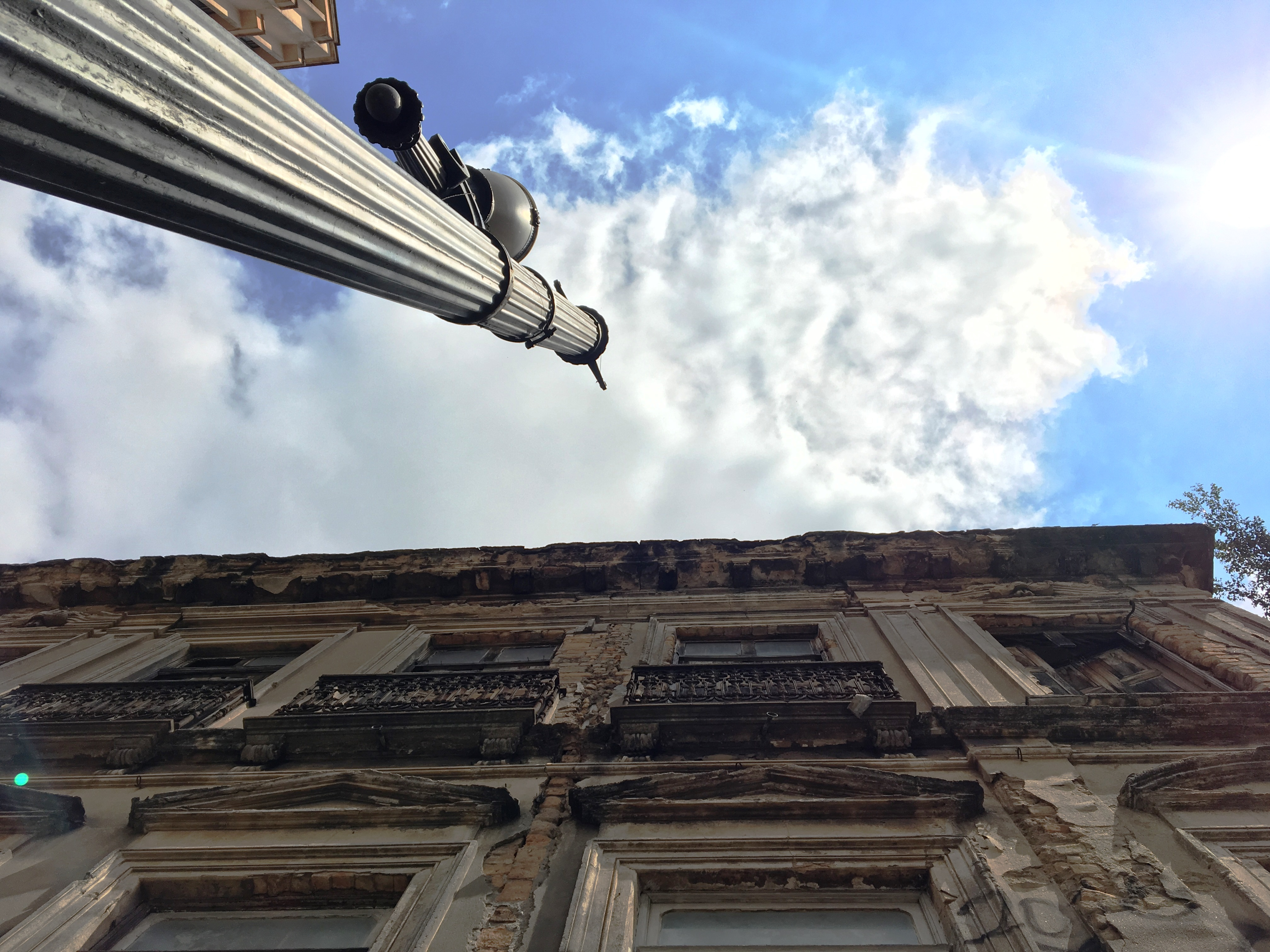
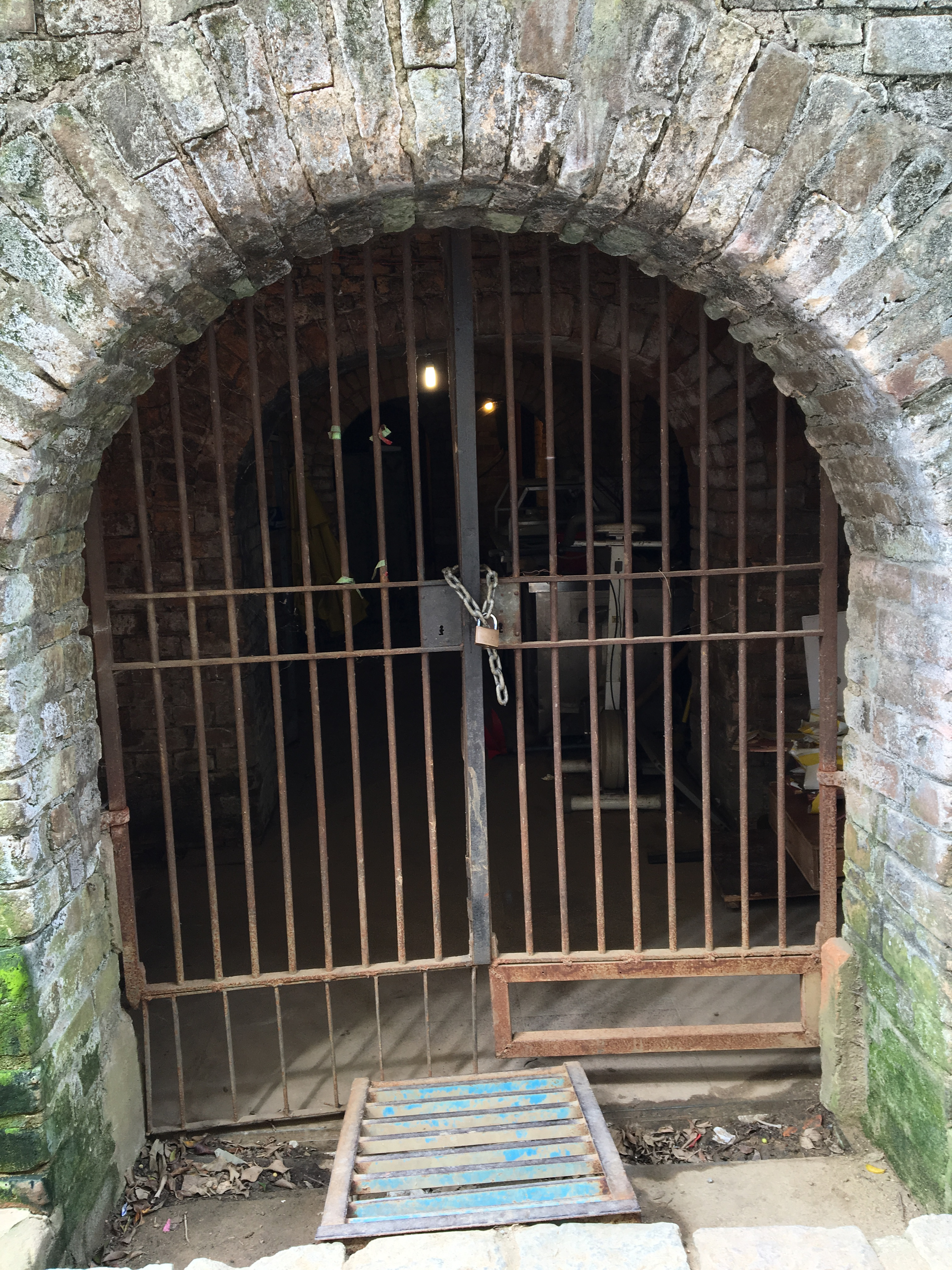
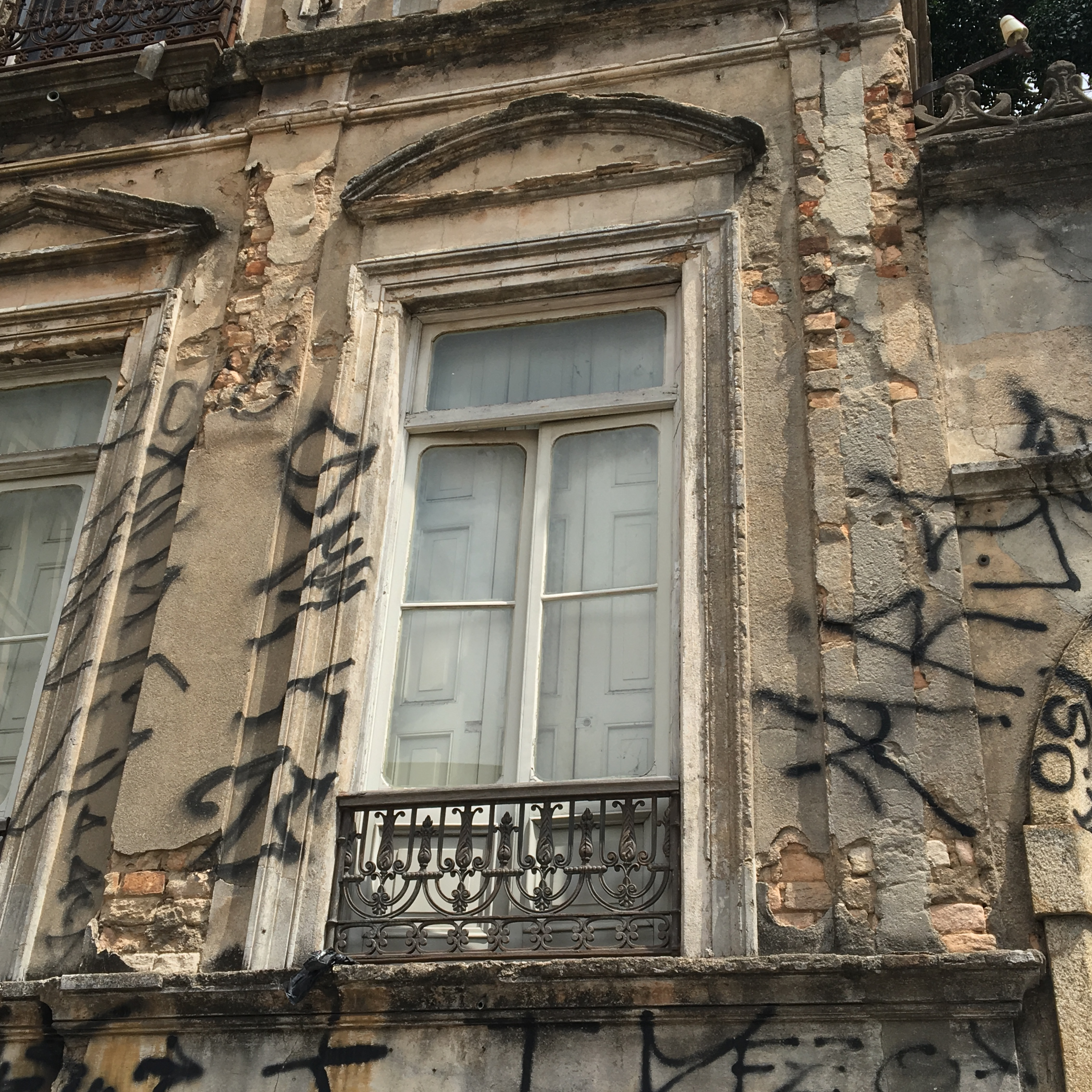
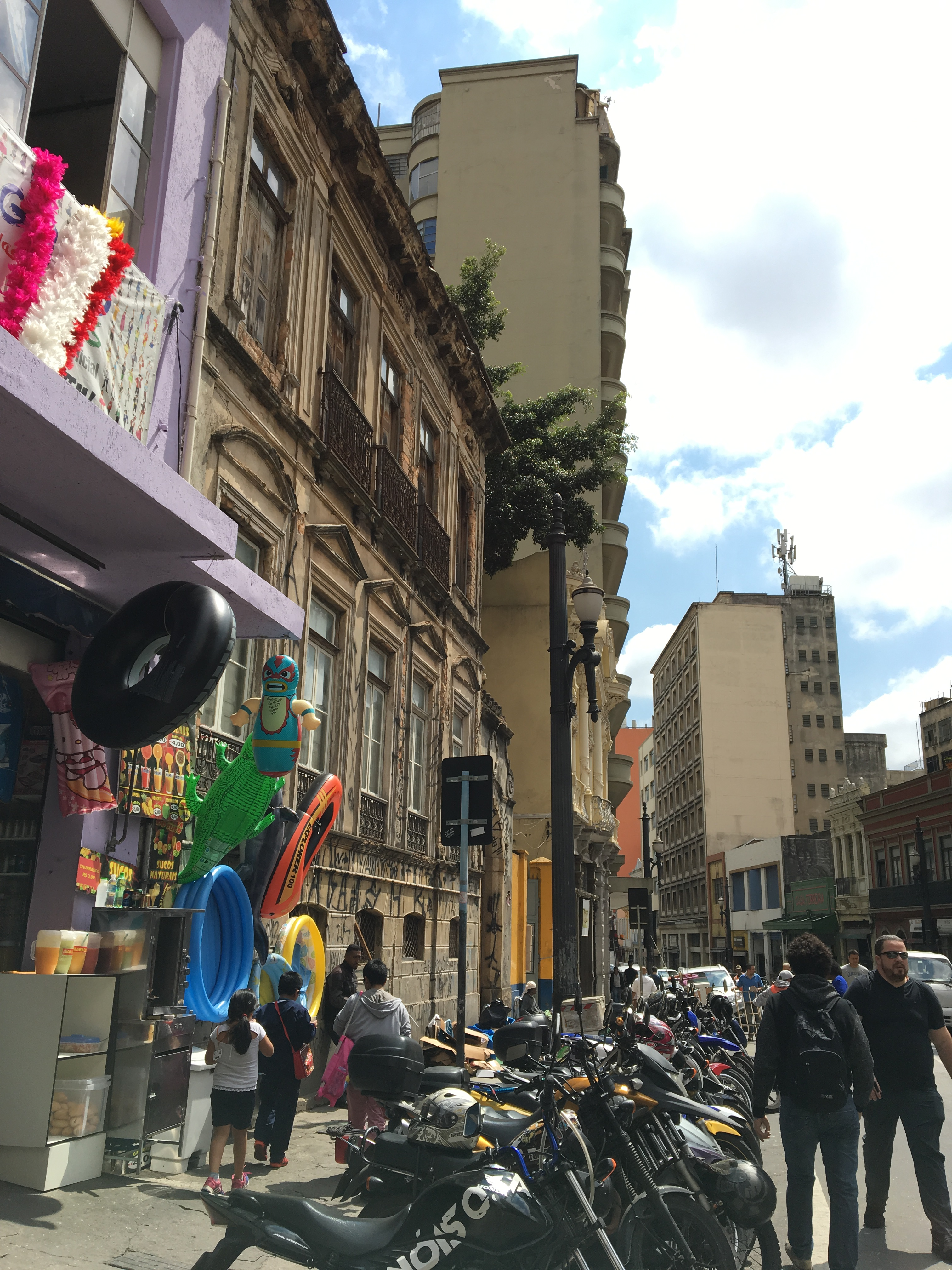
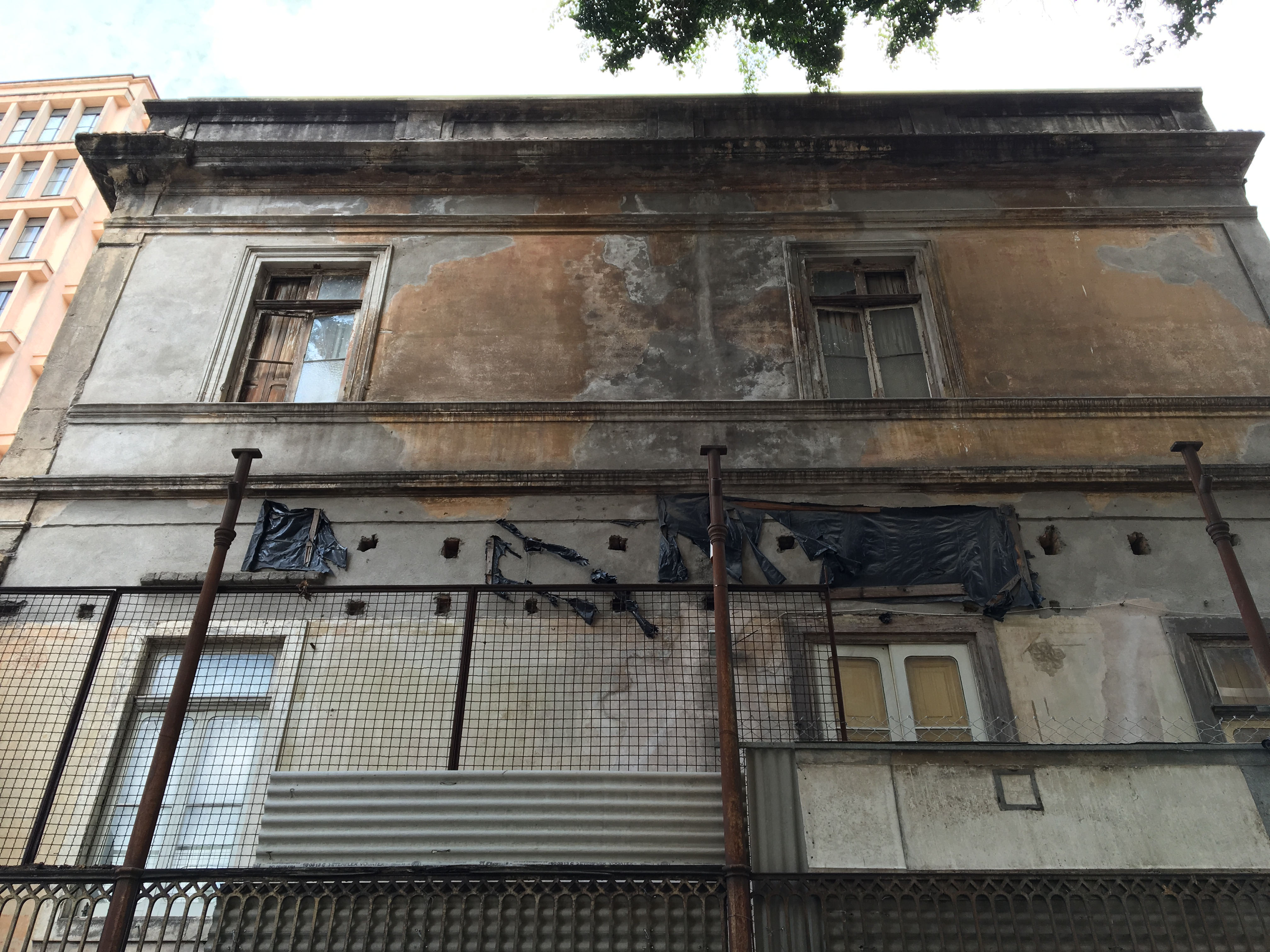
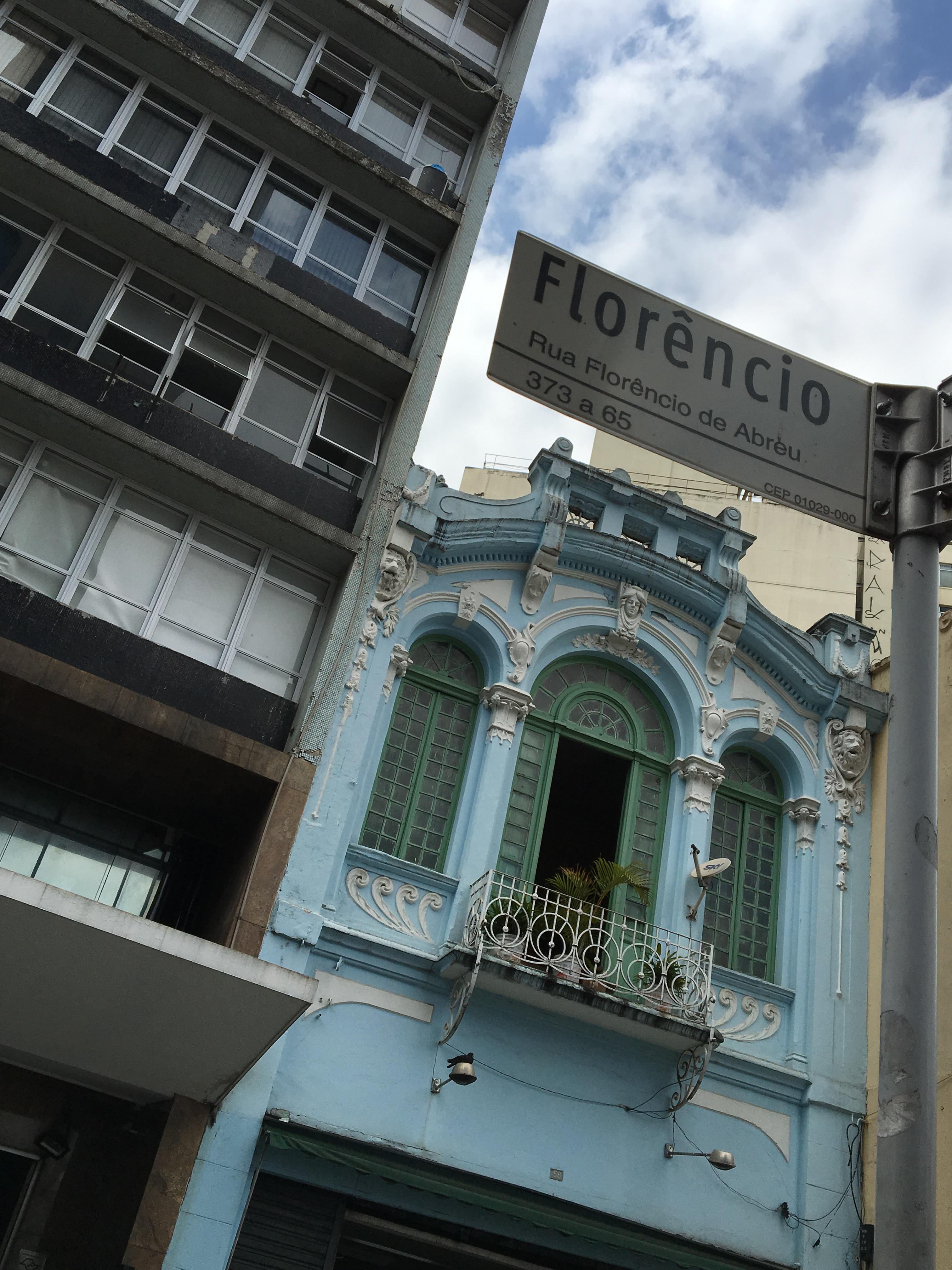
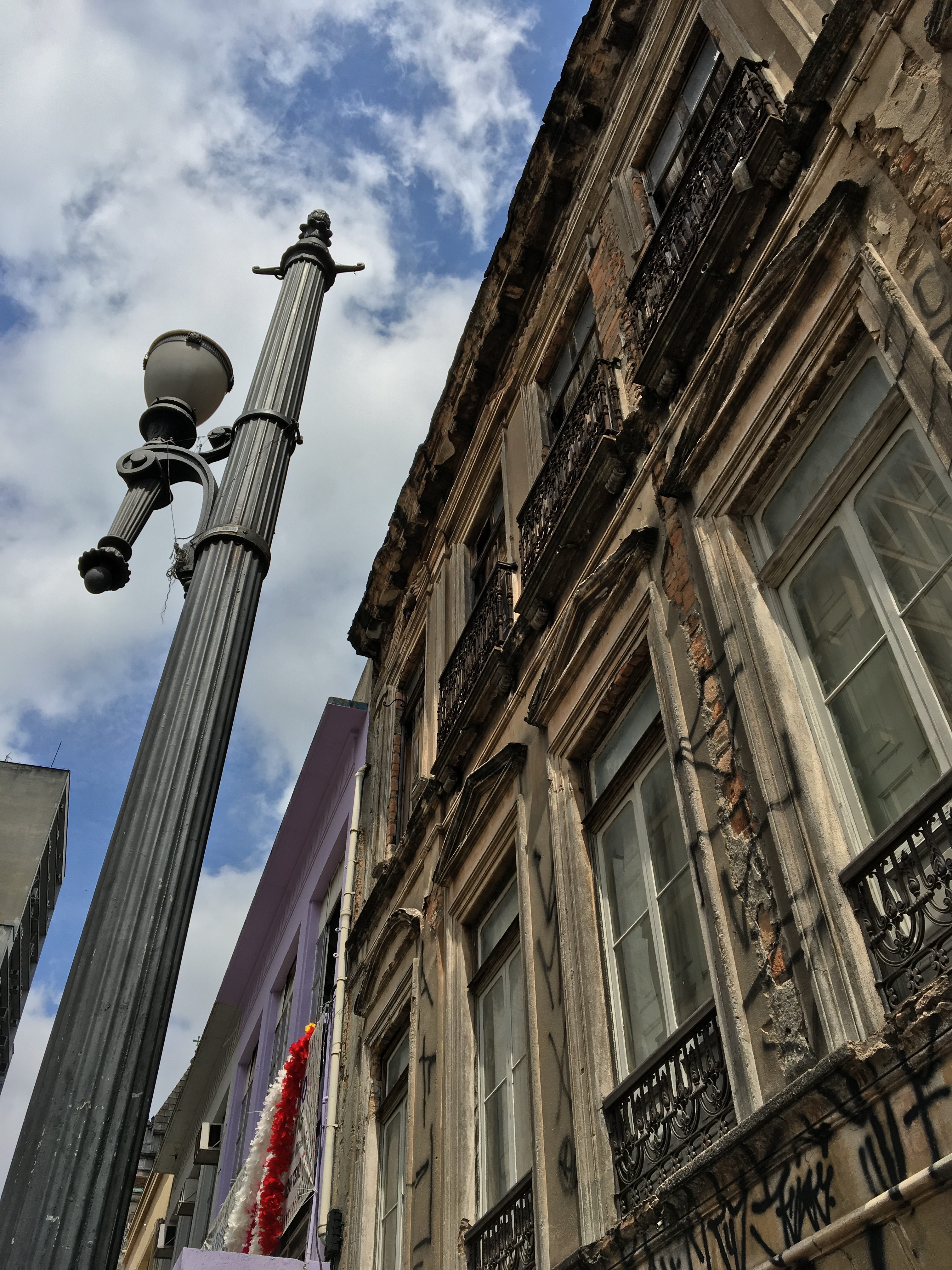